# جويس ويست
جويس ويست (بالإنجليزية: Joyce West)‏ هي كاتبة للأطفال وكاتِبة نيوزيلندية، ولدت في 1908، وتوفيت في 1985.

## وصلات خارجية
- جويس ويست على موقع IMDb (الإنجليزية)